# 戸田恒太郎

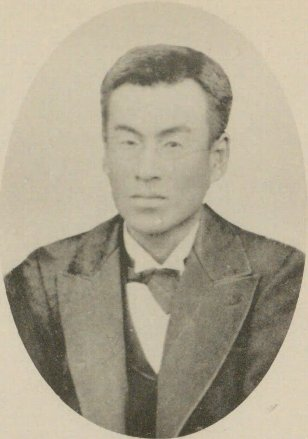
戸田恒太郎

戸田 恒太郎（とだ こうたろう、1864年4月20日（元治元年3月15日） - 1934年（昭和9年）12月19日）は、日本の内務・警察官僚。官選宮崎県知事、行政裁判所評定官。

## 経歴
長門国萩出身。長州藩士・戸田雅喬の長男として生まれる。1886年、帝国大学文科大学を卒業した。
1890年10月、石川県参事官に就任。以後、長野県参事官、長野県警部長、高知県警部長、青森県書記官、福井県書記官、茨城県書記官、静岡県書記官、同事務官・第一部長などを歴任。
1905年12月、宮崎県知事に就任。1906年7月に休職。1907年4月、行政裁判所評定官に就任。1913年6月に休職し、1924年11月に退官した。

## 栄典
位階
- 1905年（明治38年）5月30日 - 正五位[6]
- 1911年（明治44年）3月20日 - 従四位[7]
- 1924年（大正13年）12月1日 - 正四位[8]

勲章
- 1910年（明治43年）12月26日 - 勲三等瑞宝章[9]